# The Gold Experience
The Gold Experience is het zeventiende muziekalbum van de Amerikaanse popartiest Prince (toen gekend als O(+>) uitgebracht in 1995.

## Algemeen
The Gold Experience is een afwisselend album, waarop hij weer vaak teruggrijpt naar zijn gitaar, zoals het titelnummer Gold en de live-opener Endorphinmachine. Veel nummers, ingespeeld met een uitgedunde versie van zijn band de New Power Generation, stralen duidelijk een live-sfeer uit. Voor het eerst rapt hij zelf op enkele nummers, zoals het expliciete Pussy Control en het agressieve funknummer Now.
Het album staat onder sommige fans bekend als de Purple Rain van de jaren negentig, in verband met het gegeven dat het album een grote rockinvloed zal hebben, de toegankelijkheid van de nummers en het feit dat Prince zelf vertelde dat het nummer Gold de nieuwe Purple Rain zou worden.
De verkoopcijfers van het album stelde na de hoge verwachtingen teleur (nl: #5, vk: #6, vs: #6) . Het album verkocht met wereldwijd totaal 1,4 miljoen exemplaren ongeveer evenveel als zijn politieke tegenhanger Come. Prince kreeg echter wel zijn beste kritieken sinds 1988.

## Nummers
| Nr. | Titel                                | Duur |
| --- | ------------------------------------ | ---- |
| 1.  | P Control                            | 5:59 |
| 2.  | npg operator                         | 0:11 |
| 3.  | Endorphinmachine                     | 4:06 |
| 4.  | Shhh                                 | 7:17 |
| 5.  | We March                             | 4:49 |
| 6.  | npg operator                         | 0:17 |
| 7.  | The Most Beautiful Girl in the World | 4:25 |
| 8.  | Dolphin                              | 4:58 |
| 9.  | npg operator                         | 0:19 |
| 10. | Now                                  | 4:30 |
| 11. | npg operator                         | 0:31 |
| 12. | 319                                  | 3:05 |
| 13. | npg operator                         | 0:09 |
| 14. | Shy                                  | 5:03 |
| 15. | Billy Jack Bitch                     | 5:31 |
| 16. | Eye Hate U                           | 5:53 |
| 17. | npg operator                         | 0:44 |
| 18. | Gold                                 | 7:22 |

## Ontstaan
Op Valentijnsdag 1994 bracht Prince, onder de naam O(+>, de single The Most Beautiful Girl in the World uit, wat een wereldhit werd. Tevens werd er een ep uitgebracht, genaamde The Beautiful Experience. Hij vertelde Warner Bros. dat hij dit album, inclusief The Most Beautiful Girl in the World later in 1994 als een O(+> album wilde uitbrengen, rond hetzelfde moment als het contractuele verplichte Prince-album Come, waar oud materiaal opstond. Het idee was om het betere nieuwere materiaal te tonen ten opzichte van het, volgens hem, minder goede Prince-materiaal. Warner Bros. vond echter dat dat de markt oververzadigd zou worden met Prince-materiaal en omdat Prince voor een goede distributie nog steeds afhankelijk was van Warner Bros. hield deze The Gold Experience voorlopig tegen. Ondertussen werd Come wel uitgebracht, wat grotendeels outtakes waren.
Hij voelde zich miskend en verscheen in het openbaar met het woord "Slave" in spiegelbeeld op zijn wang en verklaarde dat de releasedatum van The Gold Experience "never" ("nooit") was. Ondertussen ging hij het nieuwe materiaal wel live spelen en omdat het Gold Experience-materiaal goed aansloeg begon hij zelfs in 1995 al met The Gold Experience Tour. Ook gaf hij ondertussen de videoclip van Dolphin aan verschillende muziekzenders en bracht hij in eigen beheer het New Power Generation-album Exodus uit.
Op het moment dat The Gold Experience uiteindelijk eind september 1995 werd uitgebracht had Prince echter reeds alle interesse verloren in het project en was hij al begonnen met het driedubbelalbum Emancipation. Dit kan deels een reden zijn dat de verkoopcijfers van het album teleur stelden.

## Singles
Er werden drie singles van het album uitgebracht; The Most Beautiful Girl in the World (februari 1994), Eye Hate U (september 1995) en Gold (december 1995). De single 319/Pussy Control werd op het laatste moment teruggetrokken.
De single Gold bevat een B-kant die nog niet eerder was uitgebracht: Rock and Roll Is Alive! (And It Lives in Minneapolis).
The Most Beautiful Girl in the World werd begin 1994 een wereldhit met in vele landen een nummer één-hit, waaronder Nederland. In de V.S. bereikte het de nummer drie-positie. Eye Hate U (nl: #20, vk: #20, vs: #12) en Gold (nl: #24, vk: #10, vs: #88) werden echter in de tweede helft van 1995 kleinere hitjes.